# Salvia broussonetii
Salvia broussonetii ist eine Pflanzenart der Gattung Salbei (Salvia) und gehört zur Familie der Lippenblütler (Lamiaceae).

## Merkmale
Salvia broussonetii ist ein kleiner Strauch, der Wuchshöhen bis 1 Meter erreicht. Die gesamte Pflanze ist klebrig. Die Blätter sind breit herzförmig, bis 30 Zentimeter lang, weißfilzig und unregelmäßig gezähnt. Ihre Oberseite ist grün und netznervig. Die Blütenstände sind meist verzweigt. Die Tragblätter weisen ein eiförmig aufgesetztes Spitzchen auf. Die Blüten sind (rosa-)weiß gefärbt. Sie weisen innen keinen Haarring auf. Der Kelch ist glockig oder röhrig. Die Oberlippe ist dreizähnig. Die Zähne sind aufrecht und neigen sich kaum zusammen. Der mittlere Zahn kann oftmals sehr klein sein.

## Vorkommen
Salvia broussonetii ist auf der Kanaren-Insel Teneriffa endemisch. Sie kommt dort in Höhenlagen bis 400 Meter vor. 

## Systematik
Die Erstbeschreibung durch den britischen Botaniker George Bentham wurde in dessen Werk Labiatarum Genera et Species (Faszikel 3, S. 227) 1833 veröffentlicht.

## Belege
- Adalbert Hohenester, Walter Welss: Exkursionsflora für die Kanarischen Inseln. Mit Ausblicken auf ganz Makaronesien. Eugen Ulmer, Stuttgart (Hohenheim) 1993, ISBN 3-8001-3466-7 (rjb.csic.es [PDF; 23,2 MB]).

1. ↑  Suchabfrage bei IPNI; unter Genus „Salvia“ und unter Species „broussonetii“ eintragen.